# Joel Ward (lední hokejista)
Joel Ward (* 2. prosince 1980 v North York, Ontario) je bývalý kanadský hokejový útočník. Momentálně je asistentem hlavního trenéra v Henderson Silver Knights hrající soutěž AHL.

## Hráčská kariéra
Jako nedraftovaný hráč, začínal v juniorské lize v Ontario Hockey League v týmu Owen Sound Platers, se kterým hrával čtyři sezóny 1997/01. Po skončení čtyř ročníků v juniorské lize působil v posledním roce v další lize West Coast Hockey League v týmu Long Beach Ice Dogs. Jako volný hráč na začátku sezóny 2001/02, přišel na soustředění a vyzkoušení do týmu Detroit Red Wings, ale v klubu Red Wings neuspěl a byl poslán do ligy Canadian Interuniversity Sport v University of Prince Edward Island.
V týmu se stal nováček roku, a později se stal oporou týmu. Za čtyři odehrané sezóny v CIS si ho všiml klub Minnesota Wild, kteří ho pozvali do tréninkového kempu v roce 2006. V jeho první plně profesionální sezóně byl přidělen do záložního týmu Wild v Houston Aeros (American Hockey League) a rovněž podepsal svou první profesionální smlouvu na celou sezónu 2005/06.
Poté, co jako nováček v Houston Aeros, odehrál v základní části 66 zápasů v nichž nasbíral 22 bodů a v playoff 8 zápasů v nichž nasbíral 6 bodů. Za dobré výkony a morálku se Wild dohodl s Wardem na dvouletý kontrakt. Na nadcházející sezónu 2006/07 debutoval v NHL s klubem Minnesota Wild. V Minnesotě Wild odehrál celkem 11 zápasů, ale v první řadě zůstal na farmě v Aerosu, kde se následně každou sezónu zlepšoval.
15. července 2008 podepsal jednoletý kontrakt s týmem Nashville Predators jako volný hráč. V Predators se stal kmenovým hráčem a v prvním zápase za Predators vstřelil svůj první gól v NHL. Jako 28letý nováček nezpůsobile zaznamenal 17 gólů v 79 zápasech a jeho spolehlivost z obranného pásma zpět do útočného pásma a úspěšnost v hodnocení +/-, se 1. července 2009 s Predators dohodl na prodloužení smlouvy o další dva roky.
V poslední sezóně platné smlouvy v Predators 2010/11 se stal v týmu nejlepším hráčem v kanadském bodování v playoff. 1. července 2011 mu Predators nenabídli smlouvu, a stal se volným hráčem, hned na to podepsal čtyřletou smlouvu s týmem Washington Capitals, kde si vydělá ročně 3 000 000 dolarů.

## Ocenění a úspěchy
- 2003 CIS - Druhý All-Star Tým
- 2004 CIS - Don Wells Trophy
- 2004 CIS - Druhý All-Star Tým
- 2005 CIS - Don Wells Trophy
- 2005 CIS - Kelly Trophy
- 2005 CIS - R.W. Pugh Award
- 2005 CIS - První All-Star Tým
- 2014 MS - Top tří hráčů v týmu

## Prvenství
- Debut v NHL - 16. prosince 2006 (Vancouver Canucks proti Minnesota Wild)
- První asistence v NHL - 26. prosince 2006 (Toronto Maple Leafs proti Minnesota Wild)
- První gól v NHL - 10. října 2008 (St. Louis Blues proti Nashville Predators, kanadskému brankáři Manny Legace)
- První hattrick v NHL - 1. listopadu 2013 (Philadelphia Flyers proti Washington Capitals)

## Klubové statistiky
| Sezóna       | Klub                               | Soutěž       |     | Základní část | Základní část | Základní část | Základní část | Základní část |    | Play off | Play off | Play off | Play off | Play off |
| Sezóna       | Klub                               | Soutěž       | Z   | G             | A             | B             | TM            | Z             | G  | A        | B        | TM       |          |          |
| 1998/1999    | Owen Sound Platers                 | OHL          | 58  | 19            | 16            | 35            | 23            | 16            | 2  | 4        | 6        | 0        |          |          |
| 1999/2000    | Owen Sound Platers                 | OHL          | 63  | 23            | 20            | 43            | 51            | —             | —  | —        | —        | —        |          |          |
| 2000/2001    | Owen Sound Attack                  | OHL          | 67  | 26            | 36            | 62            | 45            | 5             | 2  | 4        | 6        | 4        |          |          |
| 2000/2001    | Long Beach Ice Dogs                | WCHL         | —   | —             | —             | —             | —             | 8             | 0  | 0        | 0        | 0        |          |          |
| 2001/2002    | University of Prince Edward Island | CIS          | 22  | 13            | 14            | 27            | 16            | —             | —  | —        | —        | —        |          |          |
| 2002/2003    | University of Prince Edward Island | CIS          | 19  | 11            | 15            | 26            | 24            | —             | —  | —        | —        | —        |          |          |
| 2003/2004    | University of Prince Edward Island | CIS          | 27  | 14            | 24            | 38            | 42            | —             | —  | —        | —        | —        |          |          |
| 2004/2005    | University of Prince Edward Island | CIS          | 28  | 16            | 28            | 44            | 42            | —             | —  | —        | —        | —        |          |          |
| 2005/2006    | Houston Aeros                      | AHL          | 66  | 8             | 14            | 22            | 34            | 8             | 4  | 2        | 6        | 4        |          |          |
| 2006/2007    | Houston Aeros                      | AHL          | 64  | 9             | 14            | 23            | 45            | —             | —  | —        | —        | —        |          |          |
| 2006/2007    | Minnesota Wild                     | NHL          | 11  | 0             | 1             | 1             | 0             | —             | —  | —        | —        | —        |          |          |
| 2007/2008    | Houston Aeros                      | AHL          | 79  | 21            | 20            | 41            | 47            | 4             | 0  | 2        | 2        | 0        |          |          |
| 2008/2009    | Nashville Predators                | NHL          | 79  | 17            | 18            | 35            | 29            | —             | —  | —        | —        | —        |          |          |
| 2009/2010    | Nashville Predators                | NHL          | 71  | 13            | 21            | 34            | 18            | 6             | 2  | 2        | 4        | 2        |          |          |
| 2010/2011    | Nashville Predators                | NHL          | 80  | 10            | 19            | 29            | 42            | 12            | 7  | 6        | 13       | 6        |          |          |
| 2011/2012    | Washington Capitals                | NHL          | 73  | 6             | 12            | 18            | 20            | 14            | 1  | 4        | 5        | 6        |          |          |
| 2012/2013    | Washington Capitals                | NHL          | 39  | 8             | 12            | 20            | 12            | 7             | 1  | 3        | 4        | 6        |          |          |
| 2013/2014    | Washington Capitals                | NHL          | 82  | 24            | 25            | 49            | 32            | —             | —  | —        | —        | —        |          |          |
| 2014/2015    | Washington Capitals                | NHL          | 82  | 19            | 15            | 34            | 30            | 14            | 3  | 6        | 9        | 2        |          |          |
| 2015/2016    | San Jose Sharks                    | NHL          | 79  | 21            | 22            | 43            | 28            | 23            | 7  | 6        | 13       | 16       |          |          |
| 2016/2017    | San Jose Sharks                    | NHL          | 78  | 10            | 19            | 29            | 30            | 6             | 1  | 3        | 4        | 4        |          |          |
| 2017/2018    | San Jose Sharks                    | NHL          | 52  | 5             | 7             | 12            | 20            | —             | —  | —        | —        | —        |          |          |
| Celkem v NHL | Celkem v NHL                       | Celkem v NHL | 726 | 133           | 171           | 304           | 261           | 83            | 22 | 30       | 52       | 42       |          |          |

## Reprezentace
| Rok                       | Tým                       | Soutěž                    | Z | G | A | B | TM |
| ------------------------- | ------------------------- | ------------------------- | - | - | - | - | -- |
| 2014                      | Kanada                    | MS                        | 8 | 6 | 3 | 9 | 4  |
| Seniorská kariéra celkově | Seniorská kariéra celkově | Seniorská kariéra celkově | 8 | 6 | 3 | 9 | 4  |